# Personality Crisis: One Night Only
Personality Crisis: One Night Only es un documental estadounidense de 2022, dirigido por Martin Scorsese y David Tedeschi, escrito por este último, en la fotografía estuvo Ellen Kuras y el único protagonista es David Johansen. Esta obra fue realizada por Imagine Documentaries, Showtime Documentary Films y Sikelia Productions; se estrenó el 12 de octubre de 2022.

## Sinopsis
Se puede ver al músico David Johansen en el Café Carlyle. Un recital íntimo y un testimonio de una Nueva York de antes, y a la vez actual.